# Уразбеков, Абдукадыр
Абдукадыр Уразбеков (кирг. Абдыкадыр Орозбеков; 1889, с. Охна, Яукесек-Бостонская волость, Маргеланский уезд Ферганская область — ноябрь 1938, Таш-Дебе, Чуйская область, КССР) — киргизский политический и государственный деятель, Председатель Президиума Центрального исполнительного комитета Киргизской АССР / Киргизской ССР (12 марта 1927 — 16 сентября 1937). Герой Киргизской Республики (2024, посмертно).

## Биография
Сын хлебопашца. Рано осиротел. Нигде не учился, самостоятельно овладел русским языком. Работал пекарем.
В 1916 году принял участие в «андижанском восстании» против призыва в царскую армию. В январе 1917 года был арестован за организацию забастовки пекарей.
В августе 1918 года вступил в РКП(б). В том же году стал членом Правления Ферганского союза мастеровых, рабочих и служащих, в 1918—1919 годах избран членом Ферганского областного Совета и Маргеланского уездного исполкома.
Участник Гражданской войны. В 1919—1920 годах служил рядовым штаба Красной гвардии Ферганы. Одновременно — организатор и руководитель 1-й Шуринской и Ак-Арыкской сельскохозяйственных коммун, организатор и командир ряда отрядов самоохраны от басмачей в окрестностях Ферганы.
В 1920—1921 годах — председатель волостного ревкома. В июле 1922-августе 1923 гг. — председатель Чимионского районного ревкома, затем до декабря 1923 года работал зам. председателя Уч-Курганского районного ревкома.
В декабре 1923-декабре 1924 гг. — председатель Мархаматского райисполкома — член горисполкома.
С декабря 1924 года заведовал Ошским окружным земельным отделом.
С 12 марта 1925 года на партийной работе, назначен ответственным секретарём Ошского окружкома Компартии Туркестана.
С 31 марта 1925 по 7 марта 1927 годах — председатель Исполнительного комитета Областного Совета Кара-Киргизской области — член Исполнительного бюро обкома партии, одновременно — член Фрунзенского горсовета.
Затем работал Председателем Президиума Центрального исполнительного комитета Киргизской АССР / Киргизской ССР (12 марта 1927 — 16 сентября 1937).
За годы его председательства в Киргизии построены десятки промышленных предприятий и школ… Грамотность населения повысилась до 68 процентов, созданы тысячи рабочих мест.
Член ВЦИК (с XII съезда советов). Член ЦИК СССР 3-го созыва. В сентябре 1937 года выведен из состава ЦК и исключён из рядов партии по надуманному обвинению как «националист-двурушник» и арестован. В 1938 г. осужден Военной коллегией Верховного суда.
В сентябре 1937 году был арестован. Расстрелян около села Таш-Дебе Киргизской ССР.
Реабилитирован посмертно 21 мая 1956 года.